# Pachydactylus rangei
Pachydactylus rangei (cunoscută și ca șopârla gecko namib) este o specie de șopârlă mică din familia Gekkonidae. Trăiește în zonele aride din Angola și Namibia și a fost descrisă pentru prima dată de L. G. Anderson în anul 1908, care a denumit-o după descoperitorul său, Dr. P. Range.